# معهد الدراسات والأبحاث للتعريب
معهد الدراسات والأبحاث للتعريب هي مؤسسة مغربية تعنى بالتعريب. أنشئت في عام 1379 هـ (1960 مـ) ومقرها في مدينة الرباط المغربية. مهمتها خدمة اللغة العربية، وتحديث أدواتها، وجعلها صالحة للتعليم الحديث.

## التاريخ
أنشئت في 15 رجب 1379 (14 يناير 1960)، وانعقد مؤتمرها الأول عام 1961 في الرباط. في عام 1967 أسندت الجامعة العربية إلى معهد الدراسات والبحوث العربية مهمة تنسيق جهود إثراء اللغة العربية بتطوير المصطلحات العلمية وتوحيد تعريب هذه المفاهيم في المنطقة العربية.
ضمت حكومة سعد الدين العثماني المعهد إلى جامعة محمد الخامس عام 2020. وقد جاء هذا التحرك بعد أن نشأ الجدل عن محاولة وضعه إلى جانب المعهد الملكي للثقافة الأمازيغية تحت إشراف المجلس الوطني للغات والثقافات المغربية.